# McCormick Place
O McCormick Place é o maior centro de convenções dos Estados Unidos e do mundo. Localizado na cidade de Chicago, recebe a cada ano 3 milhões de visitantes. Possui 248 mil metros quadrados de pavilhões, quatro salões, quatro teatros e 173 salas de reunião.

## Pandemia de COVID-19
Em 27 de março de 2020 o Corpo de Engenheiros do Exercito dos Estados Unidos anunciou que o centro se transformaria em hospital de campanha em decorrência da pandemia de COVID-19 que afetou Chicago. Foi planejada uma quantia de 3.000 leitos que custaram US $ 15 milhões que foram pagos pela FEMA e estes leitos tiveram entrega prevista para 30 de abril.

## Galeria

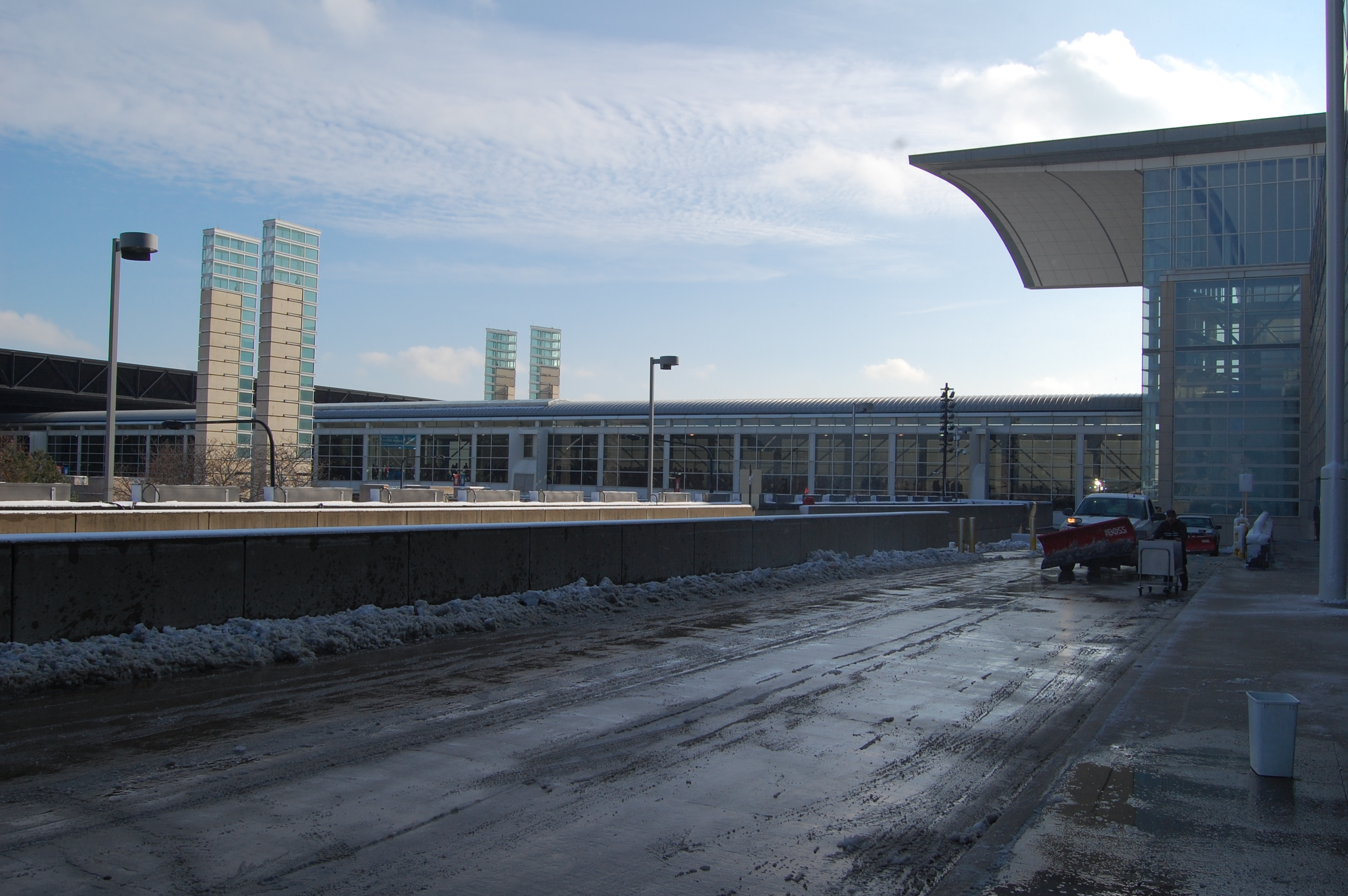
McCormick place
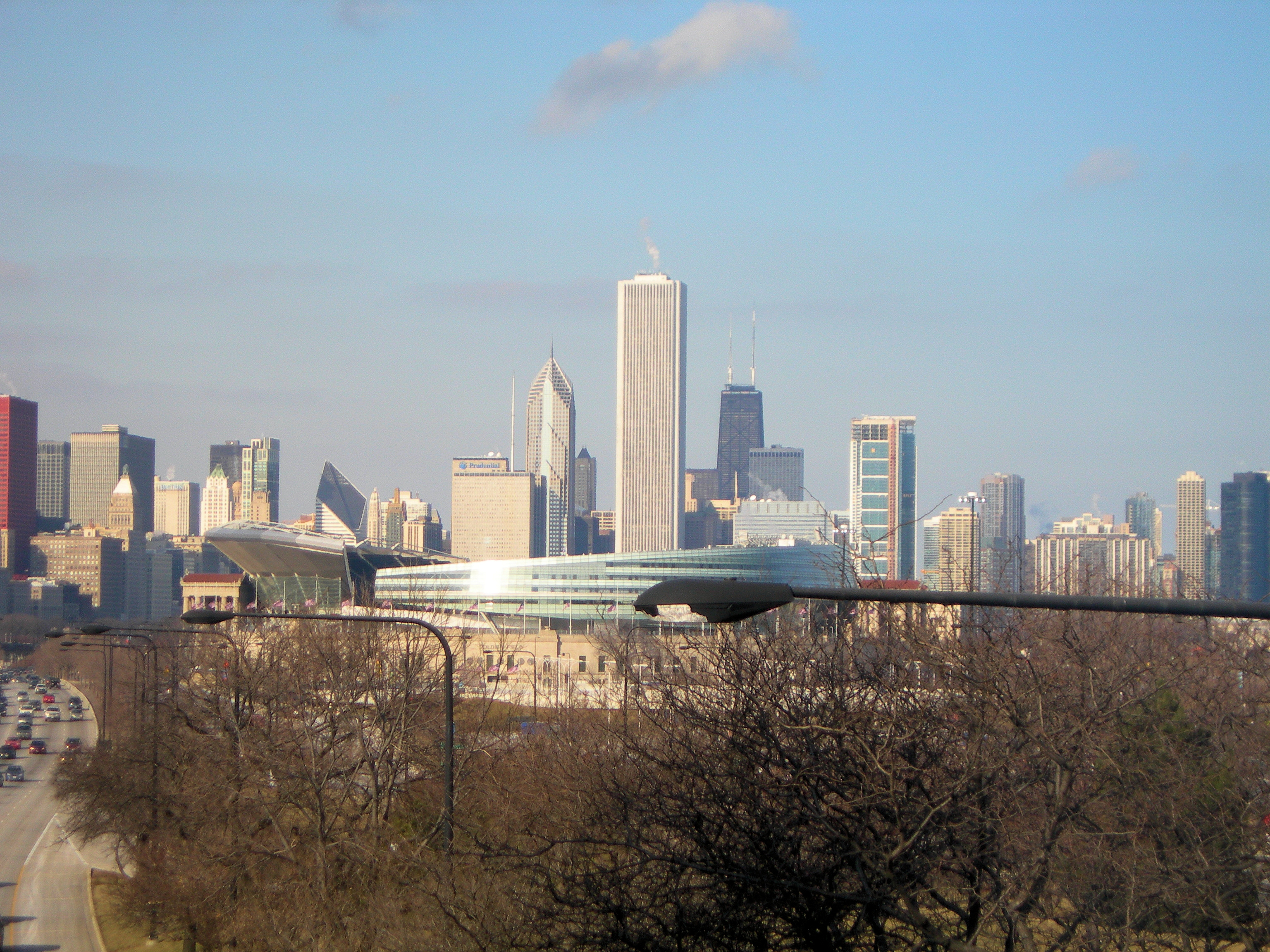
Vista do horizonte atravessando o McCormick place
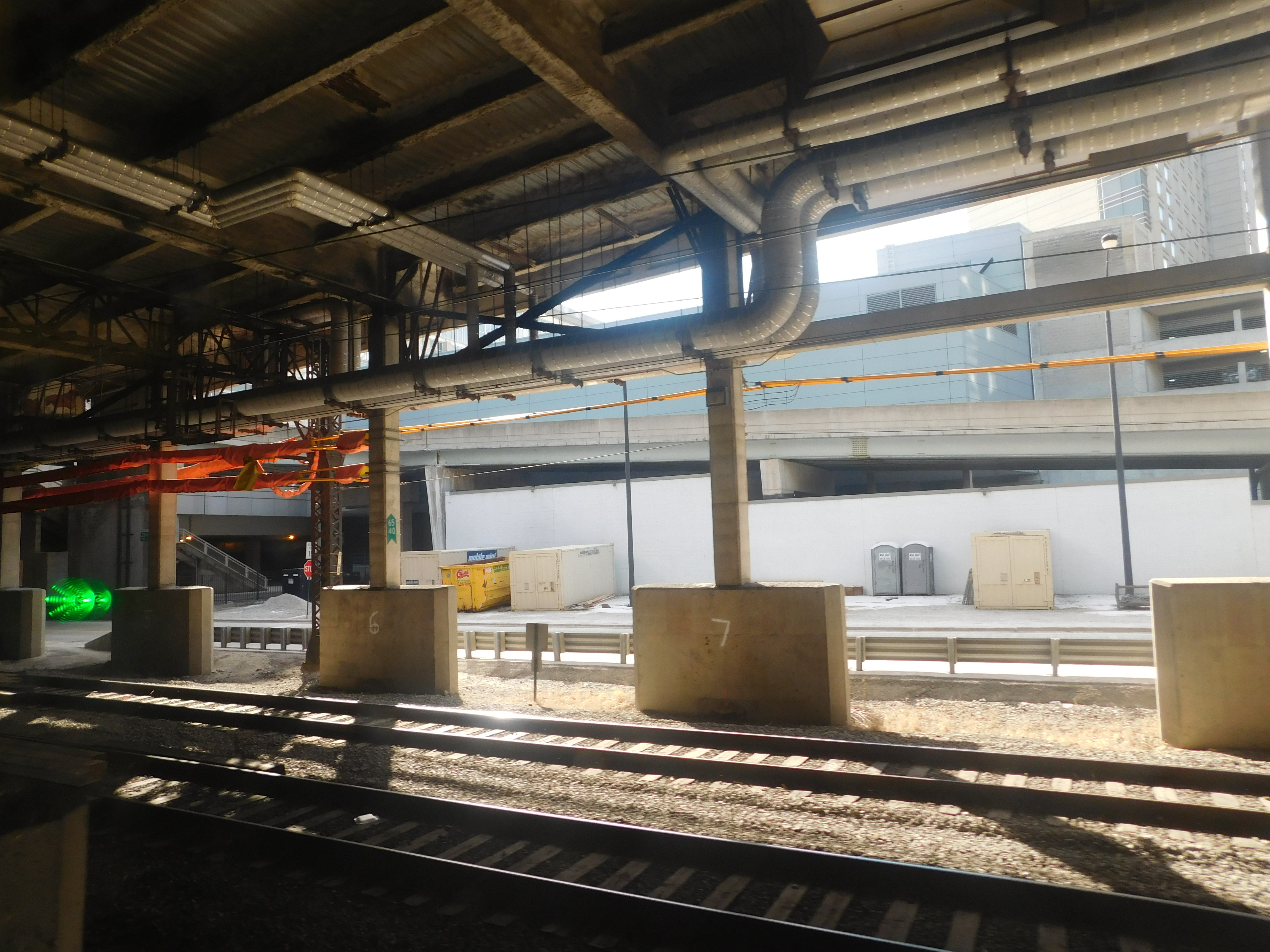
Estrutura interna
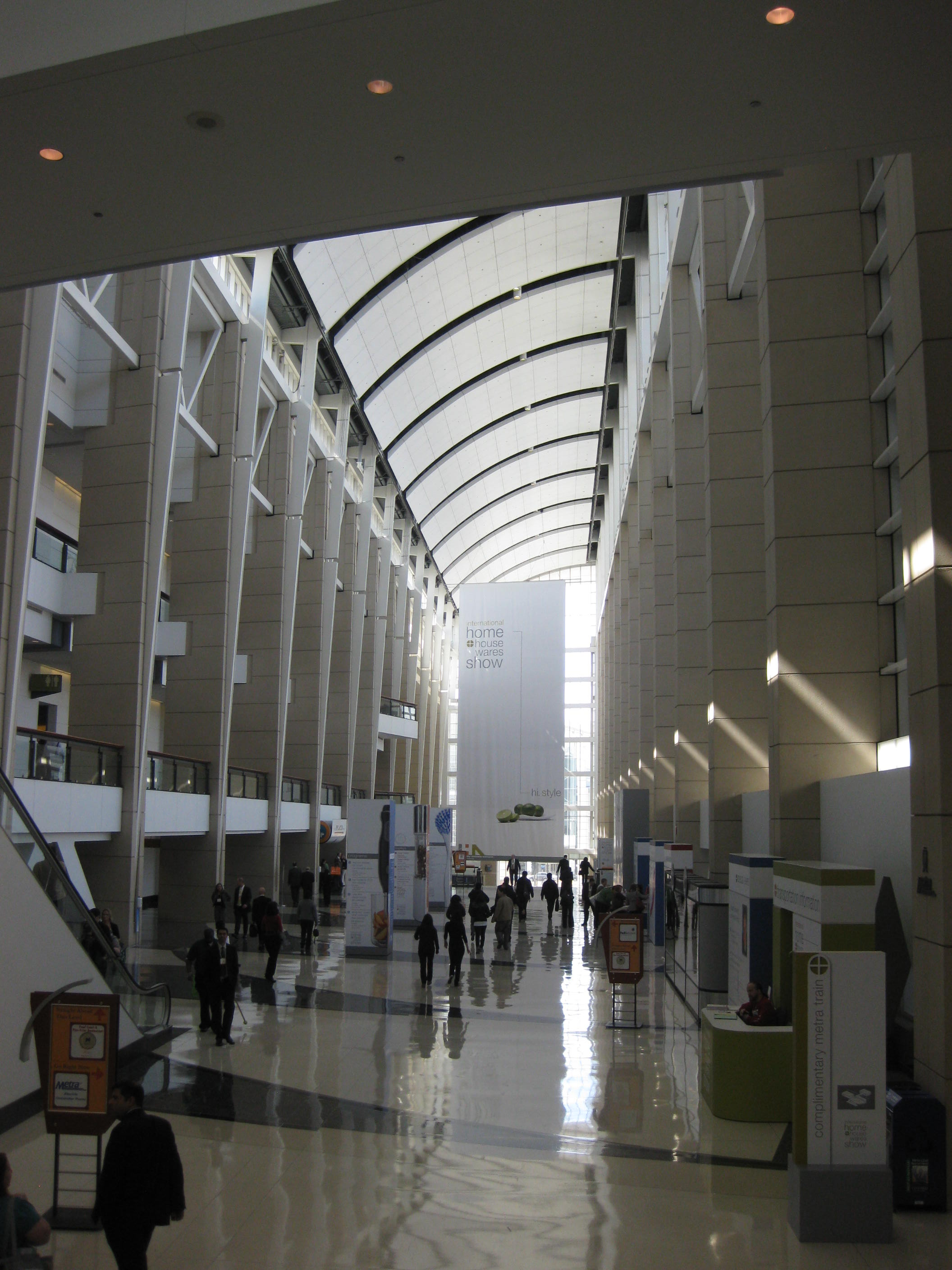
Interior do McCormick place